# 벨지안 시프도그

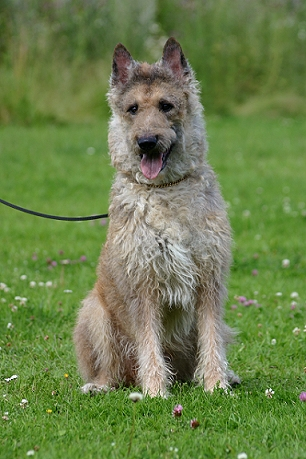
레케노아

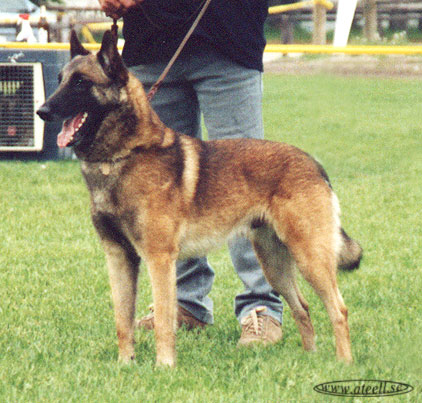
말리노이즈

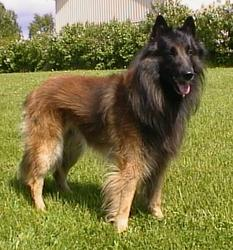
테뷰런

벨지안 시프도그(Belgian Shepherd, Belgian Sheepdog)는 중대형급의 목양견의 품종이다. 그러나 이 견종은 대체적으로 벨기에에서 유래된 것으로 나와 있지만, 해당 지역에서 올라온 여타 목양견들과 비슷한 성향을 가지고 있다. 그래서 더치 셰퍼드, 저먼 셰퍼드, 브리아드 등이 있다. 그러니까 다양한 섭정에 의해 4가지의 종류가 별개의 품종 등으로 확인된 것은 그루넨달 도그, 라케노이즈 도그, 테뷰런 도그, 말리노이즈가 있다.

## 주요 질병
벨지안 시프도그가 걸리기 쉬운 질병으로는 백내장, 뇌전증, 갑상선병, 진행성 망막 위축증, 고관절 이형성증, 판누스 등이 있고 그 외에도 췌장암, 폐암, 신장암, 간암, 심근 경색도 물론 걸릴 수도 있다.

## 사건
배우 김민교가 길렀던 8살 짜리 암컷 벨지안 시프도그 콜라에 의해 물린 80대 할머니가 치료를 받던 도중 끝내 숨을 거두고 말았던 것으로 보인다. 이 사건의 여파가 맹견에 대한 관리, 제재 수위를 강화해야 할 필요성이 커질 수도 있는 등, 개를 기르지 못하게 하자는 의견이 제시되어 있어, 맹견에 관한 사육 규제를 좀 더 강화해야 하는 목소리가 커진 것으로 나와 있다.